# Michelle Burgher
Michelle Freeman, jamajška atletinja, * 12. marec 1977, Kingston, Jamajka.
Nastopila je na olimpijskih igrah v letih 2000 in 2004, osvojila je srebrno in bronasto medaljo v štafeti 4×400 m. Na svetovnih prvenstvih je v isti disciplini osvojila naslov prvakinje leta 2001, na panameriških igrah pa srebrno medaljo leta 2003.